# اوسدا
اوسدا (به اسپانیایی: Uceda) یک شهرستان در اسپانیا است که در استان گوادالاخارا واقع شده‌است.

## خصوصیات
اوسدا ۴۷ کیلومترمربع مساحت و ۱٬۵۷۵ نفر جمعیت دارد.